# San Vicente de Rus
San Vicente de Rus fue un municipio español de la provincia de Barcelona.

## Historia
Hacia mediados del siglo XIX, el lugar, por entonces con ayuntamiento propio, tenía contabilizada una población de 52 habitantes. Aparece descrito en el decimotercer volumen del Diccionario geográfico-estadístico-histórico de España y sus posesiones de Ultramar de Pascual Madoz con las siguientes palabras:

RUS (San Vicente de): l. con ayunt. en la prov., aud. terr. y c. g. de Barcelona (16 leg.), part. jud. de Berga (5), dióc. de Solsona. sit. al pie de la montaña de su nombre, con buena ventilacion, y clima frio, pero sano. Tiene 30 casas, y una igl. parr. (San Vicente), aneja de la de Castellar de Nuch. El térm. confina con el de este pueblo, Tosas y Navá, del part. de Ribas (Gerona), y Greixá. El terreno es montuoso; en uno de sus principales montes á que da nombre la pobl., se cria mucho ganado lanar por su abundancia de pastos; le fertiliza el r. Llobregat, y le cruzan varios caminos locales. prod.: trigo, maiz, centeno y patatas; cria ganado lanar y caza de conejos. pobl.: 15 vec., 52 alm. cap. prod.: 960,800 rs. imp.: 24,020.
(Madoz, 1849, p. 598)

El municipio desapareció de cara al censo de 1857, al incorporarse al de Castellar de Nuch.

## Patrimonio
La iglesia de San Vicente era la parroquial del lugar.